# Carl Swartz
Carl Johan Gustaf Swartz (Norrköping, 1858 – Stoccolma, 1926) è stato un politico svedese.
Fu primo ministro della Svezia dal marzo all'ottobre 1917.